# Liste der Monuments historiques in Lalande-en-Son
Die Liste der Monuments historiques in Lalande-en-Son führt die Monuments historiques in der französischen Gemeinde Lalande-en-Son auf.

## Liste der Objekte
| Bezeichnung                | Beschreibung                             | Standort                                        | Kennzeichnung | Schutzstatus | Datum | Bild |
| -------------------------- | ---------------------------------------- | ----------------------------------------------- | ------------- | ------------ | ----- | ---- |
| Skulptur Christus am Kreuz | Holz, polychrom gefasst, 13. Jahrhundert | in der Kirche Notre-Dame-de-l’Assomption (Lage) | PM60004920    | Inscrit      | 2009  |      |